# 比利时宗教
比利時宗教（2021年）

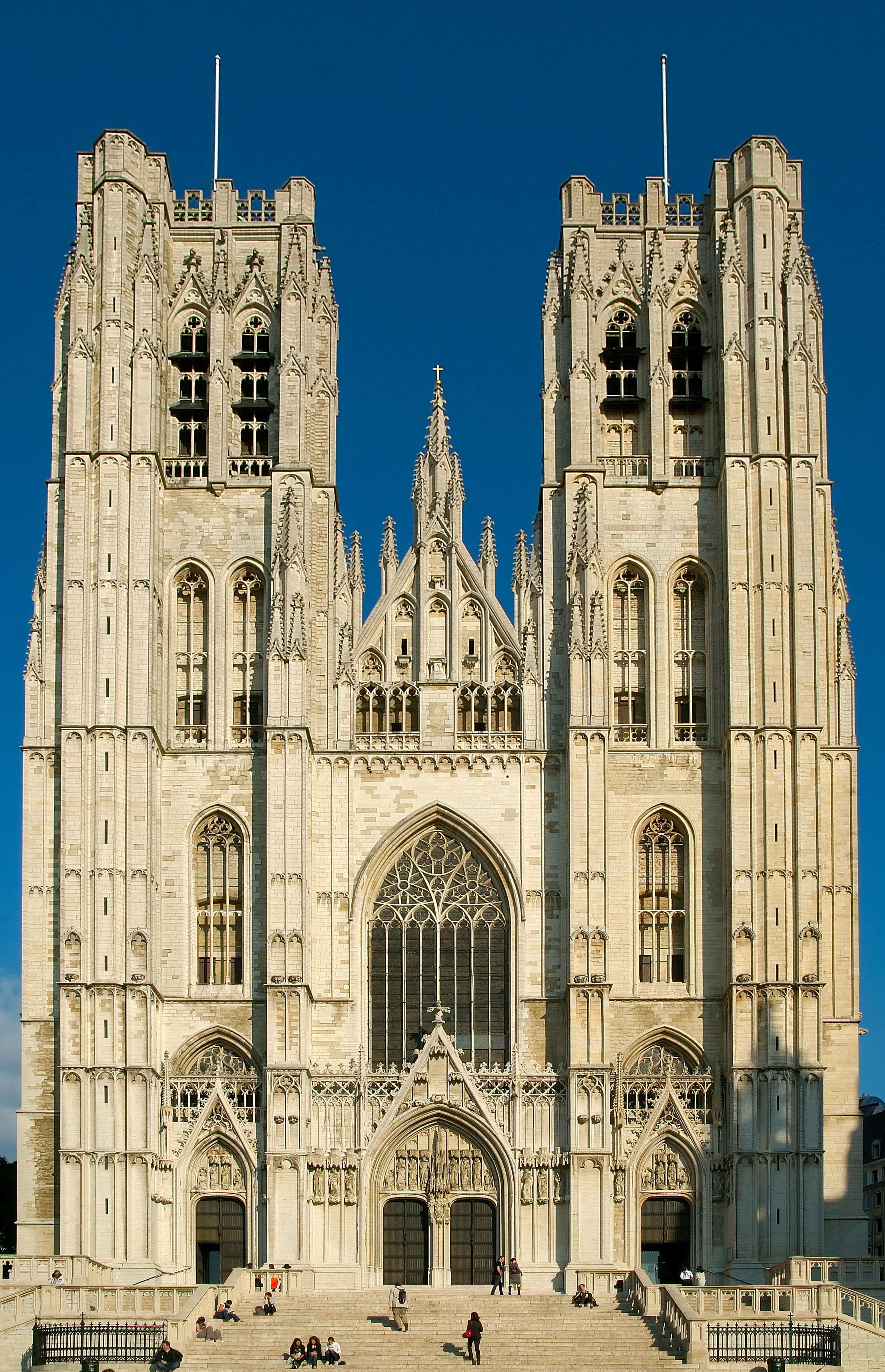
聖彌額爾聖古都勒主教座堂

比利時宗教多元化，基督教為第一大宗教，其中天主教為人口較多的基督教教派，儘管從1980年後信仰人口明顯下降（當時基督徒占70％）。根據歐盟執委會於2018年12月進行的最新歐洲聯盟委員會調查，基督徒人數從2009年的52.5％增加到9年後（2018年）的62.8％，增加了10％，其中天主教為最大的教派，信徒佔57.1％；新教信徒佔2.3％；東正教信徒佔0.6％。非宗教人士佔人口的29.3％，主要為是無神論者（9.1％）或不可知論者（20.2％）。穆斯林佔6.8％，其他宗教信徒佔1.1％。比利時的政教分離，公民的宗教信仰自由受到國家憲法的保障。

## 種類和實踐
根據2010年歐洲聯盟委員會調查：
- 37％的比利時公民認為有上帝。
- 31％的人認為有存在某種精神或生命力量。
- 27％的人不相信有任何精神，上帝或生命力量。
- 5％拒絕回答。

一些宗教人士對這些確切的數字提出質疑，因為目前尚不清楚有多少比利時人說他們相信上帝實際上是基督徒，有多少自稱為基督徒的人，拒絕承認屬於“天主教會”，已經切斷了與天主教會的所有聯繫。同樣有爭議的是，有多少天主教信徒的已經無信仰或已改信新教。
| 宗教教派         | 人口 % 1981 | 人口 % 2009 | 人口 % 2015 | 人口 % 2018 |
| ---------------- | ----------- | ----------- | ----------- | ----------- |
| 基督宗教         | 74.5%       | 52.5%       | 60.7%       | 62.8%       |
| 天主教           | 72.0%       | 50.0%       | 52.9%       | 57.1%       |
| 新教和其他教派   | 2.5%        | 2.5%        | 6.2%        | 5.1%        |
| 正教會           | 2.5%        | 2.5%        | 1.6%        | 0.6%        |
| 伊斯蘭教         | 3.0%        | 5.0%        | 5.2%        | 6.8%        |
| 猶太教           | 0.4%        | 0.4%        | 0.2%        | 0.3%        |
| 佛教             | -           | 0.3%        | 0.2%        | 0.3%        |
| 其他宗教和未表態 | -           | -           | 2.0%        | 0.5%        |
| 無神論           | 2.5%        | 9.2%        | 14.9%       | 9.1%        |
| 無宗教           | 21.5%       | 32.6%       | 17.1%       | 20.2%       |

## 歷史

大約在7世紀，低地地区的南部地區有主教城鎮和修道院。

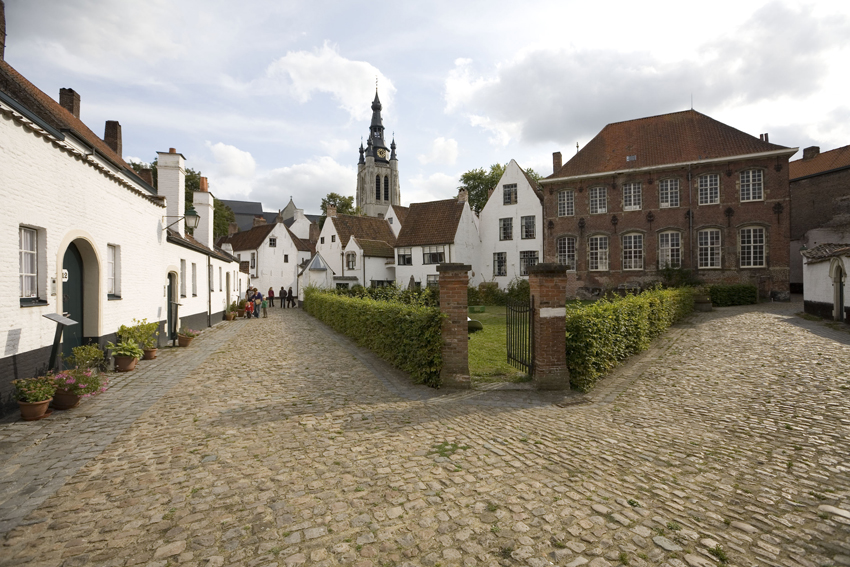
科特賴克的貝居安會院

### 6-7世紀：基督教化
在羅馬時期之後，基督信仰被威利布罗德和阿曼杜斯兩位聖徒帶回低地地区。從公元7世紀開始，修道院開始了基督教化的工作，在墨洛溫王朝時代得到擴展，在查里曼時代甚至發動戰爭來傳播基督信仰。

### 16世紀：新教改革
在宗教改革時期，對於現代比利時有特別的影響力。在1523年，比利時有兩位天主教奧斯定會的僧侶因改宗新教而被燒死在火刑柱上，在16世紀末以前，比利時為西班牙帝國的一部分，對於改宗新教的人容忍度低，因此大量新教信徒移居至荷蘭共和國。

### 17-18世紀：天主教作為國教
比利時地區在1592年被西班牙帝國征服到1781年被神聖羅馬帝國統治，天主教都作為國教；然而，少數新教設法在霍勒贝克、杜尔、图尔奈、奥伊彭和韦尔维耶生存。

### 19-20世紀
當比利時脫離荷蘭聯合王國獨立時，天主教在比利時形成強烈的約束力；直到20世紀後期，天主教在比利時政治中發揮了重要作用。

### 21世紀
21世紀見證了比利時宗教人口的重大變化，其特點是基督宗教迅速衰落和其他宗教的增長，其中一些宗教受到外國移民浪潮的影響，包括伊斯蘭教、印度教、佛教和中國宗教。

## 宗教種類

### 基督教

#### 天主教
天主教會傳統上是比利時的最大宗教教派，在佛萊明大區尤其具有實力。然而，到2009年，佛萊明大區的周日教堂彌撒出席率為5.4％，低於1998年的12.7％。 比利時全國週日教堂彌撒出席人數在2009年維5％，低於1998年的11.2％。截至2015年，52.9 ％比利時人口聲稱信仰天主教。根據益普索（Ipsos）的統計，只有41％的工作年齡的的人被宣稱為天主教信徒。自2000年以來，佛萊明大區的周日教堂彌撒出席人數每年平均下降0.5％-1％。2010年至2016年，佛萊明大區有12,442人離開天主教會。

#### 新教

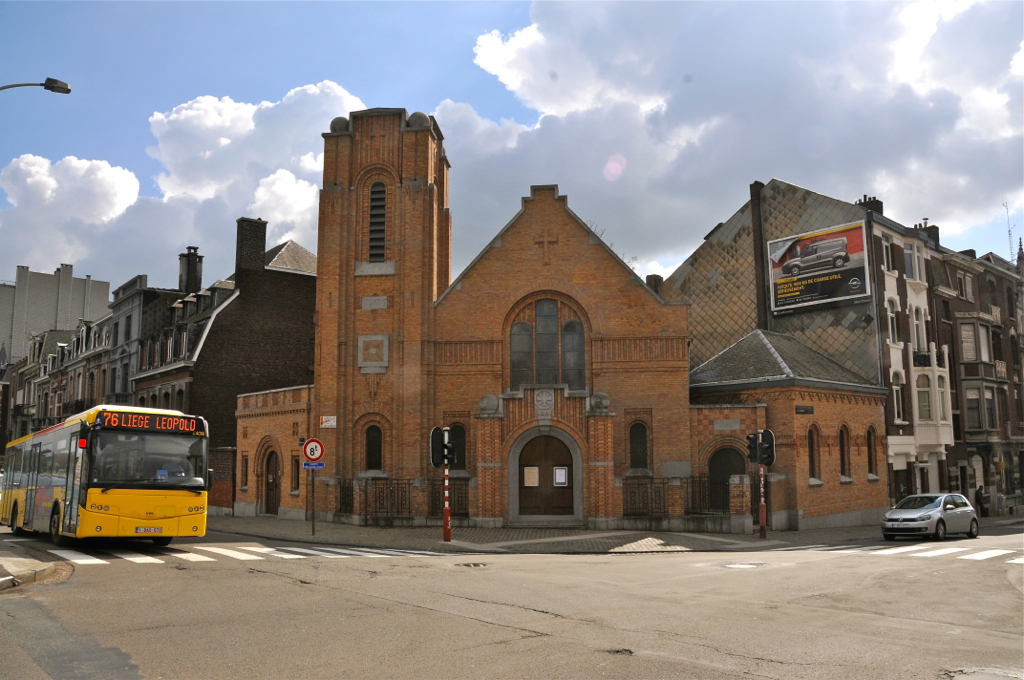
位於列日市建於1930年的救贖禮拜堂

在1566年，比利時宗教改革的高峰期，估計有30萬新教信徒，佔比利時人口的20％。當時屬於西屬尼德蘭的比利時，大量新教徒逃往北方，使南方地區成為天主教信仰的地區。截至2016年，新教佔比利時總人口的2.1％，在工作人口中有2％。 皮尤研究中心（Pew Research Center）提出的估計值甚至低於比利時總人口的1.4％。比利時最大的新教教派是比利時聯合新教教會，有大約138個附屬教會。截至2012年，比利時有13座聖公會教堂，包括布魯塞爾的聖三一大教堂。比利時的聖公會屬於英格蘭教會的聖公會歐洲教區。

#### 東正教

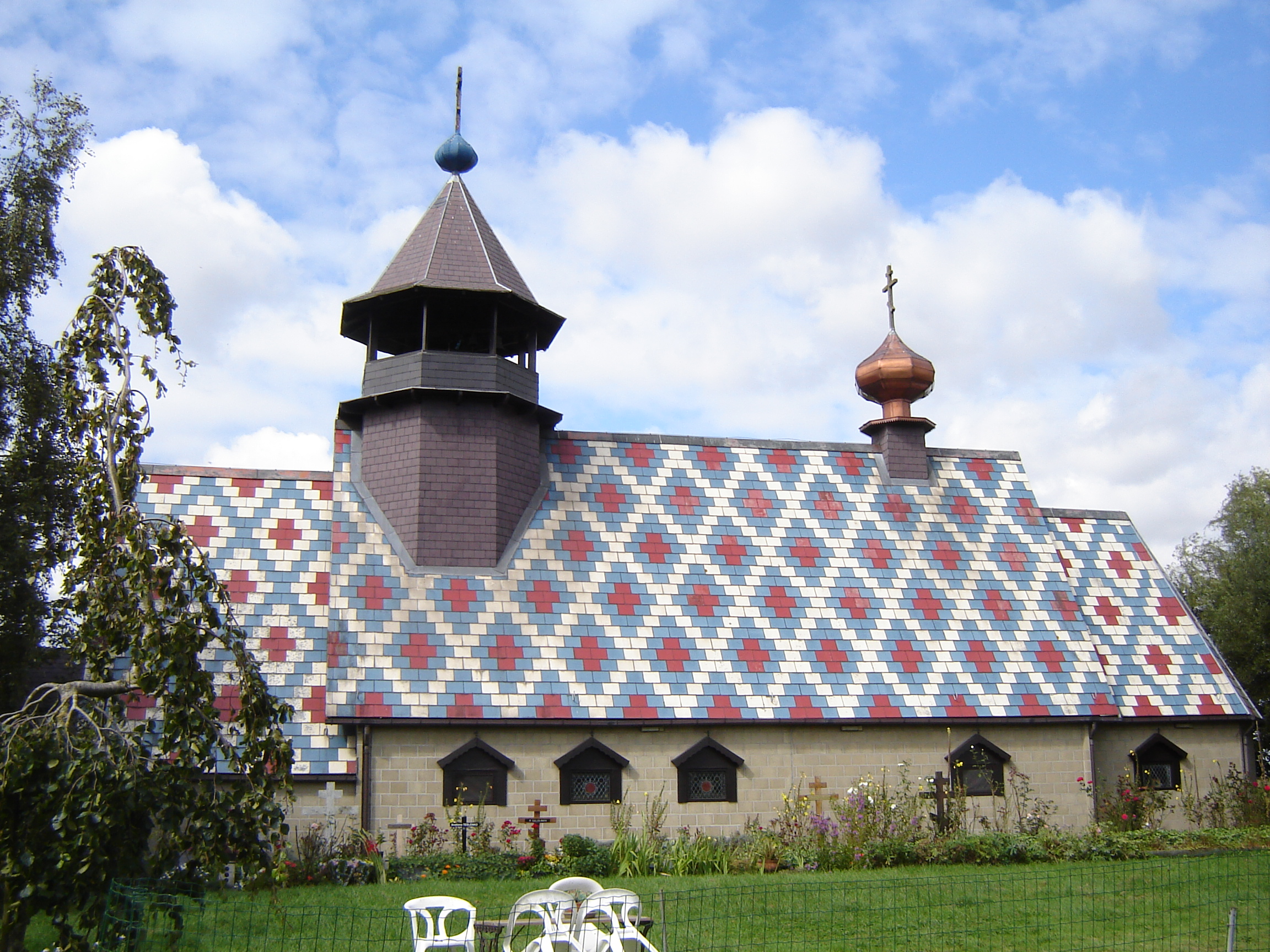
兰珀尼瑟的東正教教堂

東正教信徒在2015年佔比利時總人口的1.6％。東正教信徒比例最高地區為布魯塞爾首都大區，佔人口總數的8.3％。

#### 東方正統教會
比利時東方正統教會的信徒主要為亞美尼亞人的社群，大多數亞美尼亞人屬於亞美尼亞使徒教會的信徒，少數為亞美尼亞禮天主教會和亞美尼亞福音派的信徒。

### 伊斯蘭教

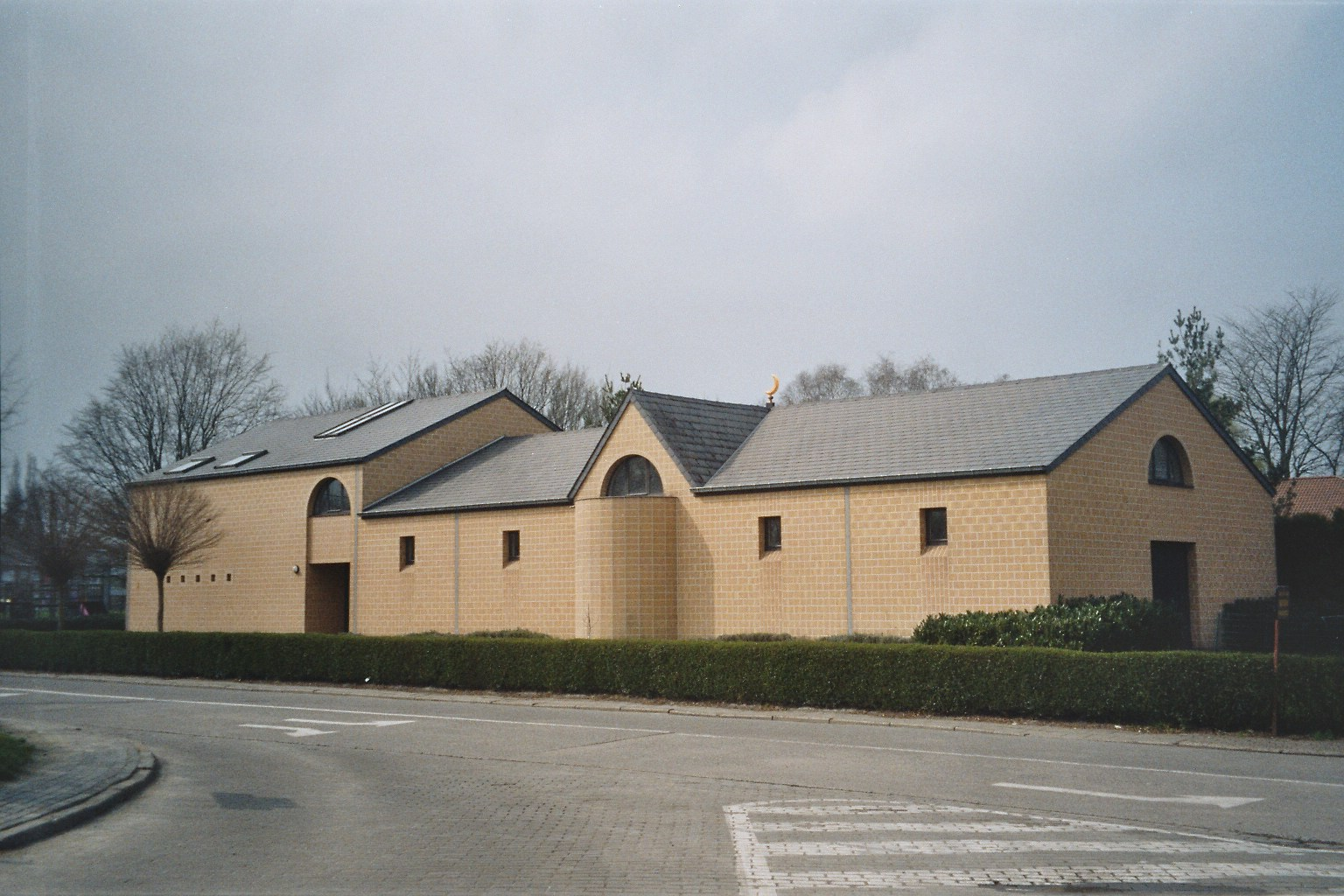
萊貝克的一間清真寺

根據歐洲聯盟委員會歐盟執委會在2015年調查，比利時穆斯林有5.2％。截至2015年，估計有7％的比利時人（781,887人）是穆斯林，其中包括佛萊明大區的329,749人（佔該地區人口的5.1％），瓦隆的174,136人（4.9％）和布魯塞爾的277,867人（23.6％）。

### 佛教

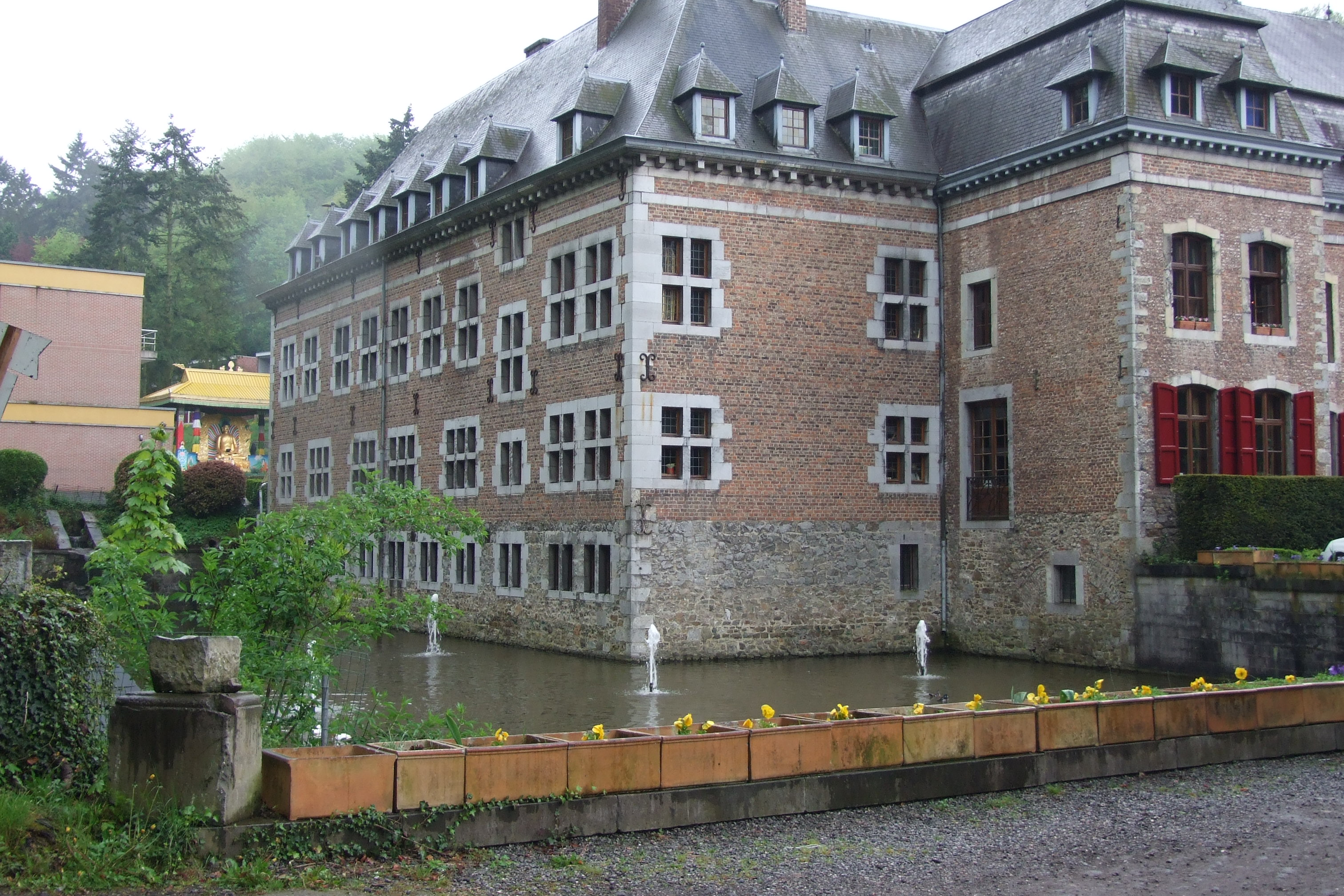
於伊的一座藏傳佛教道場

2015年歐盟執委會調查比利時的佛教徒有0.2％；2016年，益普索調查比利時的佛教徒增加到2％。

### 儒學
根據益普索（Ipsos）的統計資料，比利時有1％的人口相信儒家思想。

## 政府和宗教
比利時憲法規定了宗教自由，政府在普遍尊重這一權利；但是，政府官員有權追究和監督未經官方承認的宗教團體。比利時法律承認了許多宗教教派，包括天主教，基督新教，英國國教，伊斯蘭教，猶太教和東正教，以及非宗教哲學組織（荷蘭語：vrijzinnige levensbeschouwelijke organisaties ；法語：organizationlaïques） ，佛教正處於世俗組織標準的認可之中。